# NGC 3995
NGC 3995 este o interacting galaxies⁠(d) situată în constelația Ursa Mare. A fost descoperită în 5 februarie 1864 de către Heinrich Louis d'Arrest. Se află la o distanță de 50,75 de megaparseci de Pământ.